# Pseudopanurgus margaritensis
Pseudopanurgus margaritensis is een vliesvleugelig insect uit de familie Andrenidae. De wetenschappelijke naam van de soort is voor het eerst geldig gepubliceerd in 1893 door Fox.